# NGC 2773
NGC 2773 је спирална галаксија у сазвежђу Рак која се налази на NGC листи објеката дубоког неба.
Деклинација објекта је + 7° 10' 27" а ректасцензија 9h 9m 44,1s. Привидна величина (магнитуда) објекта NGC 2773 износи 13,6 а фотографска магнитуда 14,5. NGC 2773 је још познат и под ознакама UGC 4815, MCG 1-24-4, CGCG 34-5, NPM1G +07.0175, IRAS 09070+0722, PGC 25825.